# Relacja spójna
Relacja spójna, relacja liniowa – typ relacji dwuargumentowej na jednym zbiorze definiowany dwojako – w sensie szerokim i wąskim; oba z nich dotyczą wiązania każdej pary elementów zbioru. Formalnie:
- relacja {\displaystyle \varrho \subset X\times X} jest spójna, jeśli zachodzi alternatywa[1][2]:

{\displaystyle \forall x,y\in X:\ (x,y)\in \varrho \,\lor \,(y,x)\in \varrho \,\lor x=y.}
Oznacza to, że dla każdych dwóch różnych elementów {\displaystyle x,y\in X} zachodzi {\displaystyle x\varrho y} lub {\displaystyle y\varrho x.} Inny zapis:
{\displaystyle x\neq y\Rightarrow x\varrho y\lor y\varrho x.}
- Niektóre źródła podają definicję mocniejszą (węższą)[4][5]:

{\displaystyle \forall x,y\in X:(x,y)\in \varrho \,\lor \,(y,x)\in \varrho .}
Pociąga ona za sobą zwrotność.
Przez spójność definiuje się porządek liniowy.

## Przykłady
Relacje spójne w sensie szerokim
- Każda relacja pełna.

- Relacja pusta na zbiorze pustym[potrzebny przypis].

- Relacja {\displaystyle \leqslant } na zbiorze liczb naturalnych. Jeśli weźmie się dowolne dwie liczby naturalne, to zawsze jedna z nich jest niewiększa od drugiej. Relacja ta spełnia też węższą definicję.

- Relacja {\displaystyle <} na zbiorze liczb naturalnych spełnia tylko szerszą definicję.

Relacje niespójne
- Relacja pusta na zbiorze niepustym[potrzebny przypis].

- Podzielność na zbiorze liczb naturalnych dodatnich. Na przykład żadna para różnych liczb pierwszych nie spełnia takiej relacji.